# جو مور
جو مور (بالإنجليزية: Joe Moore)‏ هو ممثل أمريكي، ولد في 22 نوفمبر 1894 في جمهورية أيرلندا، وتوفي في 22 أغسطس 1926 في الولايات المتحدة بسبب نوبة قلبية.

## وصلات خارجية
- جو مور على موقع IMDb (الإنجليزية)
- جو مور على موقع أول موفي (الإنجليزية)
- جو مور على موقع قاعدة بيانات الفيلم (الإنجليزية)
- جو مور على موقع كينوبويسك (الروسية)